# Polygala nuttallii
Polygala nuttallii är en jungfrulinsväxtart som beskrevs av John Torrey och Gray. Polygala nuttallii ingår i släktet jungfrulinssläktet, och familjen jungfrulinsväxter. Inga underarter finns listade i Catalogue of Life.